# The Why of Fry
«The Why of Fry» (укр. «Загадка Фрая») — десята серія четвертого сезону анімаційного серіалу «Футурама», що вийшла в ефір у Північній Америці 6 квітня 2003 року.
Автор сценарію: Девід Коен.
Режисер: Вес Арчер.
Прем'єра в Україні відбулася 13 жовтня 2007 року.

## Сюжет
Серія починається з нарочито драматичної сцени, в якій одягнений в космічний скафандр Фрай готується до завдання, коли раптом на кораблі повертаються Ліла і Бендер, що літали на завдання без нього і навіть отримали медалі. Фрай почувається пригніченим почуттям власної непотрібності та неважливості. Його чергове запрошення на побачення Ліла вкотре відхиляє: її вже встиг запросити помічник мера Чез. Побачення має затягнутися, тому Ліла просить Фрая вигуляти Жуйку. Гуляючи темними закавулками, Фрай розмовляє сам із собою про свою нікчемність, аж тут Жуйка забалакує до нього. Збивши його з ніг, Жуйка затягує його в свій маленький космічний корабель і доставляє на планету Вічність. Фрай знайомиться з ніблоніанцями і дізнається про своє справжнє призначення. У зв'язку з відсутністю дельта-ритму в електричних коливаннях свого мозку (спричиненою тим фактом, що він є власним дідом), Фрай не піддається впливу Летючих Мізків (як уже було видно раніше).
Ніблоніанці пояснюють Фраєві, що Летючі Мізки мають на меті зібрати все знання Всесвіту в спеціальній споруді — «Інфосфері» — і знищити його. Фрай, завдяки своїй нечутливості до впливу Мізків, — єдина істота, яка здатна їх зупинити. Ніблоніацні планують знищити саму Інфосферу квантовою бомбою, яка викине її разом з усім, що в ній знаходиться в інший вимір. Бомбу має доставити на місце Фрай. Ніблоніанці саджають його на міні-космоліт (який нагадує дитячий триколісний велосипед) і відправляють до Інфосфери, яка саме відкрилася для остаточного сканування всієї отриманої інформації. 
Фрай безпечно проникає в самісінький центр Інфосфери, оскільки мізки не бачать його через відсутність у нього дельта-хвиль. За мить до активації бомби він раптово вирішує поставити центральному комп'ютеру (який знає «все і про все») кілька питань, які його найбільше турбують: «чи правда, що клей для поштових марок роблять із жаб'ячого слизу?» і «що вбило динозаврів?». Це викриває його присутність, але Мізки не здатні зашкодити йому. Ввімкнувши годинниковий механізм бомби, Фрай намагається втекти, але міні-космоліт розпадається на шматки в його руках. Приречений бути викинутим в паралельний всесвіт разом з Мізками, Фрай втішає себе думкою, що його життя виявиться немарним і послужить «перемозі добра над злом».
Летючі Мізки пропонують Фраю спитати в центрального комп'ютера про те, що сталося з ним 31 грудня 1999 року. Виявляється що причиною падіння Фрая в кріогенну камеру був Жуйка. Той пояснює, що зробив це, оскільки Фрай — єдина у Всесвіті істота, здатна виконати місію зі знищення Мізків і врятувати світ — інакше не дожив би до теперішніх часів. У цю мить квантова бомба спрацьовує, й Інфосфера разом із Фраєм опиняються в іншому всесвіті.
Тим часом на Землі триває побачення Чеза з Лілою. На кожному кроці Чез хизується своїм соціальним статусом. Зокрема, він резервує цілу ковзанку для себе і Ліли, вигнавши з неї сиріт, які здалеку приїхали покататися. Ліла, яка сама виросла в сирітському притулку, просить Чеза пустити дітей на ковзанку, але той відмовляється. Обурена, вона запихає посвідчення заступника мера йому до рота і йде геть.
В іншому вимірі Летючі Мізки повідомляють Фраю, що здатні відправити його в часі назад, щоби він завадив Жуйці штовхнути його в морозильник і вся низка подій, які призвели до знищення Інфосфери, не відбулася взагалі. Фрай погоджується і опиняється у Лабораторії прикладної кріоніки в ніч, коли почалася його подорож у майбутнє. Він з'являється під столом, де ховається Жуйка і не дає йому підштовхнути стілець, на якому гойдається «Фрай з минулого». Жуйка протестує, наполягаючи на тому, що це — єдиний шанс подолати расу Летючих Мізків. Спочатку Фрай думає, що Жуйка також перемістився в часі назад, але той пояснює, що не має такої здібності: він прожив звичайним життя всю тисячу років, яка минула після падіння Фрая у морозильник. Намагаючись переконати Фрая, Жуйка питає його, чи немає в майбутньому чогось чи когось, що він бажав би врятувати, і Фрай називає ім'я Ліли. Жуйка загадково зауважує, що вона, імовірно є «Іншою», і обіцяє допомогти Фраєві завоювати її серце, якщо він зробить правильний вибір у ХХХІ столітті. Переконаний Фрай сам штовхає стілець. Перед тим як зникнути він кричить Жуйці: «Пам'ятайте, що міні-космольоти непридатні!», і Жуйка відповідає, що постарається не забути про це за тисячу років.
Дія повертається у майбутнє, де Фраю вдається врятуватися з Інфосфери на «макси-космольоті». Разом із Жуйкою він повертається на Землю, де Жуйка стирає з його пам'яті всі спогади про те, що сталося. Прийшовши у «Міжпланетний експрес» Фрай дарує Лілі квітку (яку йому перед тим вручив Жуйка), і вона цілує його.

## Послідовність дії
Девід Коен, один із творців загального задуму серіалу, повідомляє у звуковому коментарі до DVD, що писав цей сценарій з особливим ентузіазмом, оскільки серії такого типу рідко трапляються у ситкомах, зокрема анімованих. Він зазначає, що авторський колектив намагався пов'язати якомога більше серій між собою, незалежно від того, чи була така ідея закладена в оригінальному сценарії кожної з них. Ця серія містить сцени-спогади зі «Space Pilot 3000». Коен вказує на кадр із тінню Жуйки в пілотній серії, який свідчить про існування складного задуму від самого початку створення серіалу. 
Також отримують логічне завершення сюжетні зав'язки із серій «Love's Labours Lost in Space» (знайдення Жуйки), «The Day the Earth Stood Stupid» (поява Летючих Мізків і унікальна мозкова аномалія Фрая) та «Roswell That Ends Well» (факт, що Фрай є своїм власним дідом).

## Визнання
Сайт «IGN.com» присудив цій серії двадцяте місце у списку 25-ти найкращих серій «Футурами»  [Архівовано 9 січня 2015 у Wayback Machine.].

## Пародії, алюзії, цікаві факти
- Сконструйована Летючими Мізками Інфосфера зовні нагадує Зірку Смерті з «Зоряних воєн».
- Коли Головний Мозок пояснює Фраю, як той може повернутися в минуле, на екрані центрального комп'ютера з'являється діаграма світлового конуса, яка використовується у загальній теорії відносності для ілюстрації меж минулих, майбутніх і сучасних події.
- Здатність Жуйки стирати людям пам'ять за допомогою процесу, що виглядає як потужний світловий спалах, запозичена з фільму «Люди в чорному».
- Після того, як його пам'ять стерто, Фрай вигукує: «Все на мить стало пурпуровим на смак» (англ. Did everything just taste purple for a second?). Це другий випадок прояву синестезії у Фрая (вперше це сталося в серії «Roswell That Ends Well», де він повідомив, що відчуває запах синього кольору).

## Особливості українського перекладу
- Коли Фрай питає в ніблоніанців: «Те, що я відчуваю, коли п'яний, — правда?», ті відповідають: «Так, крім одного: Таїсія Повалій це не рок» (в оригінальній версії серіалу згадується гурт Dave Matthews Band).
- Опинившись в іншому вимірі, один з мізків пропонує: «Заспіваймо пісню про коногона», на що Фрай погоджується, вважаючи себе гідним такого «покарання» (в оригінальній версії мозок пропонує заспівати пісню «Американський пиріг»).